# Trudi Canavan
Trudi Canavan (Melbourne, 23 ottobre 1969) è una scrittrice australiana di narrativa fantasy, conosciuta per la trilogia The Black Magician, di cui sono stati tradotti in Italia, dalla casa editrice Nord, tutti e tre i romanzi. Prima di diventare scrittrice, lavorava come graphic designer.
Ha esordito in qualità di scrittrice nel 1999 con Whispers of the Mist Children con il quale ha ricevuto anche il suo primo premio della sua carriera letteraria: il prestigioso Aurealis Award; I romanzi, così come i riconoscimenti, si sono susseguiti di anno in anno e oggi la scrittrice è famosa in tutto il mondo grazie a The Black Magician Trilogy, trilogia di esordio che l'ha lanciata sulla scena fantasy internazionale.

## Biografia
Trudi Canavan è nata nel Kew, a Melbourne (Australia) e cresciuta nel sobborgo di Ferree Gully. Sin da piccola fu interessata alla creatività e all'arte, alla musica e alla scrittura. Dopo aver deciso di voler diventare un'artista d'eccellenza, conseguì un Certificato Avanzato al Melbourne College of Decoration.
Nel 1995 iniziò The Telltale Art, un business specializzato nei servizi di graphic design e nello stesso anno lavorò anche per Aurealis, una rivista australiana di fantasy dove lei svolgeva tutte le funzioni primarie. Grazie a questa esperienza maturò la passione per la scrittura, e già prima dei 25 anni sognava la scrittura di un romanzo; fu a 25 anni che frequentò un corso per scrittori e trovò la passione che seppe trasformare in professione.
Nel 1999 la sua carriera di scrittrice prese avvio quando vinse l'Aurealis Award nella categoria "migliore racconto fantasy" con Whispers of the Mist Children. Nel 2001 scrisse La corporazione dei maghi (primo romanzo della trilogia The Black Magician) che ottenne un clamoroso successo tant'è che il secondo romanzo La scuola dei maghi, del 2002, venne candidato agli Aurealis Award per il miglior libro Fantasy. Il terzo libro, Il segreto dei maghi, fu pubblicato nel gennaio 2003 e di nuovo candidato agli Aurealis. L'intera trilogia rimase in cima alla classifica dei libri più venduti in Australia per diverse settimane; è ancora oggi considerata come il più proficuo debutto fantasy degli ultimi 10 anni (nel 2006 aveva raggiunto le oltre 275 000 copie vendute in tutte le edizioni). L'intera trilogia è stata tradotta, oltre che in italiano, anche in tedesco, polacco, francese, ceco, russo, turco, indiano, serbo, danese e olandese.
Nel 2010 è stato pubblicato il romanzo L'apprendista del mago che narra le vicende di Kyralia ben 600 anni prima la fondazione della Corporazione.
Anche la seconda trilogia, Age of the Five, è stata ben accolta dai lettori, e il primo romanzo Priestless of the White è rimasto in testa alle classifiche per 6 settimane.
La sua terza trilogia, nota come The Traitor Spy, è un seguito di The Black Magician: il primo dei tre volumi è uscito in lingua inglese il 6 maggio 2010 ed edito in italiano il 17 febbraio 2011. Per il secondo si è dovuti attendere il 5 maggio 2011, data in cui è uscito The Rogue. Nel 2012 è stato pubblicato l'episodio conclusivo della trilogia, The Traitor Queen.
L'autrice ha scritto un'altra serie su un mondo completamente nuovo chiamato Millenium's Rule, i cui personaggi dei diversi mondi si scontrano fra loro.

## Opere

### Serie di Kyralia
- The Black Magician Trilogy:
  - La corporazione dei maghi, 2007 (The Magician's Guild, 2001) ISBN 8842914894
  - La scuola dei maghi, 2008 (The Novice, 2002) ISBN 8842915335
  - Il segreto dei maghi, 2009 (The High Lord, 2003) ISBN 8842915858
- L'apprendista del mago, 2010 (The Magician's Apprentice, prequel de The Black Magician Trilogy, 2009) ISBN 8842916323
- The Traitor Spy Trilogy (seguito di The Black Magician Trilogy):
  - La spia dei maghi, 2011 (The Ambassador's Mission, 2010) ISBN 8842917079
  - La guaritrice dei maghi, 2012 (The Rogue, 2011) ISBN 8842919241
  - La regina dei maghi, 2013 (The Traitor Queen, 2012) ISBN 8842920495

### Serie di Ithania
- The Age of the Five Trilogy:
  - Priestess of the White (2005)
  - Last of the Wilds (2006)
  - Voice of the Gods (2006)

### Millennium's Rule Trilogy
- Millennium's Rule Trilogy
  - Thief's Magic (2014)
  - Angel of Storms (2015)
  - Successor's Promise (2017)
  - Maker's Curse (2020)

### Racconti brevi e novelle
- Whispers of the Mist Children, edito in Aurealis magazine, 1999
- Room for Improvement, edito in Forever Shores, 2003
- The Lost Property Room, edito in Dreaming Again da HarperCollins, 2008
- The Mad Apprentice (novella), edito in Legends of Australian Fantasy da HarperCollins, 2010

## Riconoscimenti
Aurealis Awards
- Whispers of the Mist Children, premio per il miglior racconto breve fantasy del 1999
- La scuola dei maghi, candidato al premio per il migliore romanzo fantasy del 2002
- L'apprendista del mago, premio per il migliore romanzo fantasy del 2010

Altre candidature
- Room for Improvement, premio per il migliore racconto breve del 2003
- Il segreto dei maghi, candidatura come migliore romanzo del 2003
- Fables & Reflections (copertina), candidatura per la migliore opera d'arte professionale del 2003